# 앤트림구

앤트림 구의 위치

앤트림구(영어: Antrim Borough, 아일랜드어: Buirg Aontroma)는 2015년까지 존재했던 북아일랜드의 옛 구였다. 행정 중심지는 앤트림이며 면적은 577km2, 인구는 54,100명(2010년 기준), 인구 밀도는 94명/km2이다.

## 구 정보
- 행정 중심지: 앤트림
- 면적: 577km2
- 인구: 54,100명 (2010년 기준)
- 인구 밀도: 94명/km2
- ISO 3166-2 코드: GB-ANT
- ONS 코드: 95T
- 종교 분포: 천주교 38.6%, 개신교 56.7%

## 같이 보기
- 북아일랜드의 행정 구역